# Karel Stromšík
Karel Stromšík (Nový Jičín, 1958. április 12. –) csehszlovák válogatott cseh labdarúgó, kapus, edző.

## Pályafutása

### Klubcsapatban
A TJ Nový Jičín korosztályos csapatában kezdte a labdarúgást. 1975 és 1977 között a ŽD Bohumín, 1977–78-ban a VTJ Tachov labdarúgója volt. 1978 és 1985 között a Dukla Praha játékosa volt. A Duklával két csehszlovák bajnoki címet és három kupagyőzelmet szerzett. 1986 és 1989 között a Slovan Bratislava kapusa volt. 1989 és 1991 között a malajziai Selangor együttesében védett. 1992 és 1994 között az SK České Budějovice, 1994–95-ben a Tatran Poštorná játékosa volt.

### A válogatottban
1980 és 1982 között négy alkalommal szerepelt a csehszlovák válogatottban. Tagja volt 1982-es spanyolországi világbajnokságon részt vevő csapatnak.

### Edzőként
1996 és 2001 között a szlovák Artmedia Petržalka csapatánál segédedzőként dolgozott. 2002–03-ban az indiai Mahindra United, 2003–04-ben a malajziai Public Bank vezetőedzője volt. 2005–06-ban az orosz Kubany Krasznodarnál segédedzőként tevékenykedett. 2016-ban a malajziai PKNS kapusedzőke volt. 2018-tól a szlovák ŠKF Sereď vezetőedzője.

## Sikerei, díjai
Dukla Praha
- Csehszlovák bajnokság
  - bajnok (2): 1978–79, 1981–82
- Csehszlovák kupa
  - győztes (3): 1981, 1983, 1985